# Saint-Just-Chaleyssin
 Saint-Just-Chaleyssin  es una población y comuna francesa, en la región de Ródano-Alpes, departamento de Isère, en el distrito de Vienne y cantón de Heyrieux.

## Demografía
| 559 | 658 | 876 | 1527 | 1848 | 2242 |
| Para los censos de 1962 a 1999 la población legal corresponde a la población sin duplicidades (Fuente: INSEE [Consultar]) |     |     |      |      |      |